# The Click Song
"Click Song" (på xhosa "Qongqongthwane") er en sang, der i 1960'erne var et stort internationalt hit for Miriam Makeba. Sangen er skrevet af den sydafrikanske gruppe Manhattan Brothers, som Makeba var medlem af, inden hun skabte sig en solokarriere.
Sangen er karakteristisk for Makeba med anvendelsen af klikkende lyde fra xhosa-sproget. Den indeholder kun to strofer, der gentages adskillige gange.